# Кисеганка
Кисеганка — река в России, протекает по Челябинской области. Истоки в Кусинском районе. Течёт преимущественно на северо-восток, принимая ряд мелких притоков.  Устье реки находится в Златоустовском городском округе, в 397 км по левому берегу реки Ай. Длина реки составляет 11 км. На левом берегу расположен посёлок Чеславка.

## Данные водного реестра
По данным государственного водного реестра России относится к Камскому бассейновому округу, водохозяйственный участок реки — Ай от истока и до устья, речной подбассейн реки — Белая. Речной бассейн реки — Кама.
Код объекта в государственном водном реестре — 10010201012111100021580.